# Horváth Sándor (tanító)
Horváth Sándor (Dunaalmás, 1870. szeptember 5. – Cleveland, 1913.) fő- és székvárosi tanító, festő.

## Élete
Dunaalmáson született, ahol atyja épületfakereskedő és bányatulajdonos volt. 1875-ben szüleivel Budapestre költözött és itt végezte iskoláit; az V. gimnáziumi osztályból a kereskedelmi iskolába ment: innét pedig a katolikus tanítóképzőbe. 1892-ben tanítói oklevelet nyert és azon év őszétől a főváros szolgálatában állt. 1895. június 26-án a székesfővárosi tanács osztálytanítónak választotta meg és a IX. kerületi Mester utcai iskolában tanított. Rajzpedagógusként dolgozott, majd 1903-tól a Nemzeti Szalon tárlatain is kiállította tájképeit. Később kivándorolt Amerikába.
Első irodalmi kísérletei az ifjúsági folyóiratokban jelentek meg; elbeszélései, rajzai, humorisztikus költeményei és cikkei pedig a következő lapokban vannak: Kis Ujság (1892-96), Képes Családi Lapok (1893-96), Nagy-Károly és Vidéke (1893-96), Szombathelyi Lapok (1893-94), Alföldi Lapok (1894-95), a székesfejérvári Szabadság (1894), Magyar Nők Lapja (1894-95), Nemzeti Iskola (1895), Debreczeni Lapok (1895-1896), Félegyházi Hiradó (1895-96), Czegléd és Vidéke (1895-96), Mohács és Vidéke (1895-96), Szekszárd és Vidéke (1895-96), Ada-Moholyi Közlöny (1895-96. A párbaj vége c. beszélye pályadíjat nyert), Vásárhelyi Hirlap (1895), Munkács és Vidéke (1895), Budapesti Értesítő (1896), Néptanítók Lapja (1896), Tanügy (1896).
Néhány költeményét zongorára zenésítette és ezek közül a Hervadoz a nyárfa című a Zenélő Magyarországban (1894), a Halvány csillag című a Magyar Daltárban megjelentek.

## Munkája
- Innen-onnan. Tárczák. Budapest, 1895.